# 蓮野1号墳
蓮野1号墳は岐阜県加茂郡富加町夕田字蓮野の丘陵上に作られた、弥生時代末期に当たる2世紀後半に築かれた夕田墳墓群最古の突出部付き円形墳。規模は全長28m、後円部は直径15mあり、前方部は南南西の方角を向いている。後代の前方後円墳と異なりくびれ部はない。また、7世紀になってから主丘部に横穴式石室が作られておりこちらは蓮野2号墳と呼ばれる。その後周辺が開発され昭和50年代まで民家が隣接していたため、掘削を受けている。墳丘の築造に当たっては地盤の低い突出部から始まり、整地した後に主丘部を含めた全体が作られたとみられる。
出土遺物としては器台、壺、甕や石器が見られ、器台については廻間I式前半のものと考えられている。1号墳の墓壙は2号墳の石室を構築する際に損壊されたとみられ、確認できない。令和4年（2022年）11月10日に夕田茶臼山古墳と共に夕田墳墓群として国の史跡に指定された。